# 卢卡·莫德里奇
卢卡·莫德里奇（1985年9月9日—）是一名克羅埃西亞職業足球員，司職中場，世界足壇現役傳奇中場之一，效力於意甲球會AC米蘭及克羅埃西亞國家足球隊。
莫德里奇於2018年成為球壇的唯一一位「大滿貫先生」，襄括世界盃金球獎、金球獎、世界足球先生及歐洲冠軍聯賽三連霸等，同年，他成功打破由足壇與壟斷了十年的世界足球先生及金球獎的榮耀。

## 生平
1985年出生於南斯拉夫克羅埃西亞扎达尔，莫德里奇於2008年4月转会至英超球會托特纳姆热刺，轉會費是平當時球會紀錄的1,650萬英鎊；2012年8月27日由托特纳姆热刺轉會至皇家马德里，轉會費3,000萬歐元固定轉會費+700萬浮動轉會費，球衣背號為19號。他在2017/18球季起轉披10號球衣。
这位克罗地亚人拥有作为一名优秀中场发动机的所有素质：有着出众的技术和宽阔的视野，擅长于梳理球队进攻，还具备十分强大的体能，能不停歇地跑动为队友制造空间或回防，又有一脚打开局面的远射功夫，更難得的是有非常勤勉的防守跑動。转会皇家马德里后成为球队最重要的中场組織核心，随队夺得了6座欧洲冠军联赛奖杯，同时是克罗地亚国家队的关键球员，被认为是当今欧洲足坛最好的中场组织者之一。2018年世界杯，莫德里奇在對上奈及利亞與阿根廷的比賽進球，憑藉極佳表現帶領克罗地亚殺入決賽，參加的7場比賽中3次獲得全場最佳，唯決賽2-4敗於法國，賽後獲頒世界杯金球奖。2018年下半年，莫德里奇荣获國際足總最佳足球獎，國際足總最佳男子球員，歐洲最佳球員和金球奖等奖项，也是首位同年获得四大奖的选手。
2021年開始的2022年國際足協世界盃外圍賽，莫德里奇也都帶領球隊出賽，在2021年3月28日對上賽普勒斯的比賽中，完成國家隊的第135場的出賽，也超越了達里奧·斯爾納的134場，成為國家隊出賽場次最多的球員。
2022年世界杯，第四次代表克罗地亚披挂征战世界杯的莫德里奇继续奉上精彩表现，先在对阵摩洛哥和比利時的小组赛中被提名为最佳球员，之后在16強及半準決賽率领球队战胜日本和巴西，闯入半决赛，结果被阿根廷以3比0擊敗，但在季军战以2比1战胜摩洛哥，夺得季军。
2024年欧洲杯，莫德里奇在对阵意大利国家足球队的小组赛中攻入一球，以1比1逼平对手，并超越2008年进球时小32天的伊维卡·瓦斯蒂奇，成为欧洲杯史上进球年龄最大的球员。
2025年5月22日，莫德里奇宣布在赛季结束后离队，结束在皇马长达13年的生涯。同年7月，他加盟AC米蘭，實現自己兒時夢想。

## 風格特色
莫德里奇擁有十分靈活的腳下技術，加上姓氏跟华语发音「魔笛」几近同音，球迷將其風格與此同名名作相結合，因而得此外號。莫德里奇常擔任場上的節拍器掌握節奏，傳球思路清晰，標誌性的外腳背總能創造具威脅性的傳球或射門，雖然身材不高大但其防守能力毫不遜色。

## 榮譽

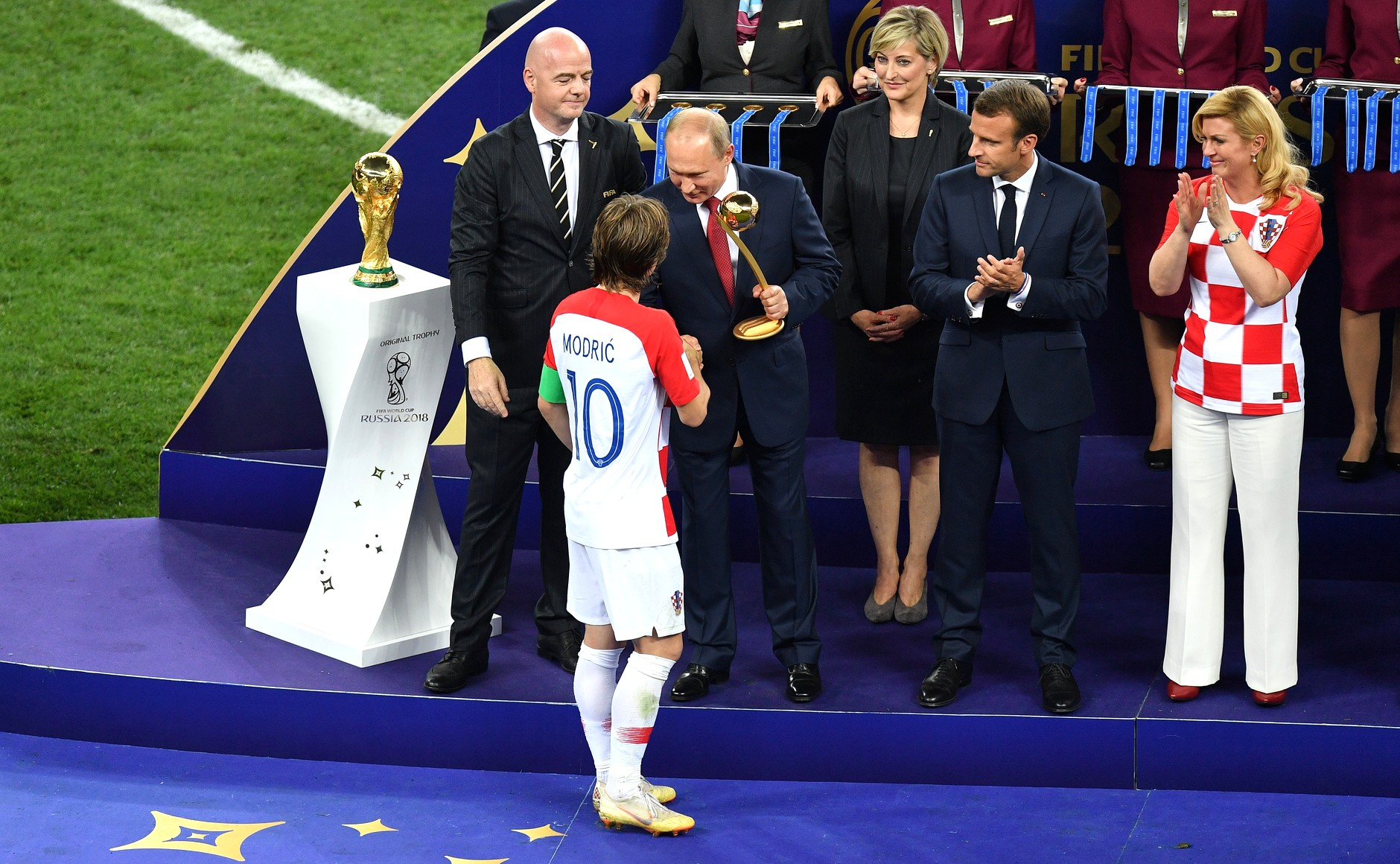
莫德里奇在2018年國際足協世界盃決賽后获颁世界杯金球奖

### 球會
萨格勒布迪纳摩
- 克罗地亚足球甲级联赛冠軍：2005–06、2006–07、2007–08
- 克羅地亞盃冠軍：2006–07、2007–08
- 克羅地亞超級盃冠軍：2006

 皇家馬德里
- 西班牙足球甲级联赛冠軍：2016–17、2019–20、2021–22、2023–24
- 西班牙國王盃冠軍：2013–14[17]、2022–23
- 西班牙超級盃冠軍：2012、2017[18]、2019–20、2021–22、2023–24
- 欧洲冠军联赛冠軍：2013–14、2015–16、2016–17、2017–18、2021–22、2023–24
- 歐洲超級盃冠軍：2014、2016、2017、2022、2024
- 国际足联俱乐部世界杯冠軍：2014、2016、2017、2018、2022
- 国际足协洲际杯冠军：2024

### 國家隊
克罗地亚
- 世界杯亞軍：2018
- 世界杯季军：2022
- 歐洲足協國家聯賽亞軍：2022–23

### 個人
- 波黑超級聯賽足球先生：2003
- 克羅地亞希望之星（Croatian Football Hope of the Year）：2004
- 克羅地亞甲組聯賽足球先生：2007
- 2008年歐洲國家盃UEFA 最佳陣容：2008
- 國際足協年度最佳陣容：2015[19]、2016[20]、2017[21]、2018[22]、2019[23]、2022
- 國際足總世俱杯金球奖：2017[24]
- 世界杯金球奖：2018[25]
- 歐洲最佳球員：2017–18[26]
- 國際足協世界足球先生：2018[27]
- 欧洲金球奖：2018[28]